# Julienne de Stolberg
Julienne de Stolberg (en allemand : Juliana zu Stolberg) née le 15 février 1506 à Stolberg et morte le 18 juin 1580 à Dillenbourg, est une comtesse de la maison de Stolberg, fille du comte Bodon VIII de Stolberg-Wernigerode et d'Anne d'Eppstein-Königstein. Elle est la mère de Guillaume le Taciturne, chef de la révolte des Gueux dans les Pays-Bas espagnols réussie contre le roi Philippe II, et donc la progénitrice de la maison d'Orange-Nassau.

## Biographie
Elle est née au château de Stolberg en tant que fille de Bodon VIII (1467–1538), comte de Stolberg-Wernigerode et de Hohnstein, et de son épouse Anne (1481–1538), elle-même fille du seigneur Philippe Ier d'Eppstein-Königstein. Sa sœur aînée Anne devient princesse-abbesse de Quedlinbourg en 1516. Elle a été élevée catholique mais a changé de religion deux fois à l'époque de la Réforme protestante, d'abord pour le luthéranisme et plus tard pour le calvinisme.
Le 27 janvier 1523, elle est mariée à Philippe II, comte de Hanau-Münzenberg, qui meurt le dimanche de Pâques de 1529, à 28 ans, laissant trois enfants et une veuve enceinte. Elle se maria une seconde fois, en septembre 1531, à Guillaume, comte de Nassau-Dillenbourg. Julienne de Stolberg, avec son deuxième mari, était une protestante convaincue et a élevé leurs enfants à la manière protestante. Après la mort du comte Guillaume le 6 octobre 1559, elle est restée vivre au château de Dillenbourg, appartenant maintenant à son deuxième fils Jean, où elle est décédée en 1580.
Toute sa vie, elle est restée proche de ses enfants, en particulier de Guillaume. Lorsque Guillaume a commencé sa rébellion contre le roi Philippe II d'Espagne, elle a soutenu son fils moralement et financièrement. Grâce à ce soutien financier, Guillaume a pu faire campagne contre les Habsbourg aux Pays-Bas espagnols.

## Descendance
De son union avec Philippe II de Hanau-Münzenberg (1501–1529), elle eut trois fils et deux filles :
- Reinhard (1524–1524) ;
- Catherine de Hanau (1525–1581), épouse du comte Jean IV de Wied ;
- Philippe III (1526–1561), comte de Hanau-Münzenberg ;
- Reinhard (1528–1554) ;
- Julienne (1529–1595), épouse du comte Thomas de Salm-Kyrbourg.

De son deuxième mari, Guillaume de Nassau-Dillenbourg (1487–1559), elle eut douze enfants :
- Guillaume Ier dit « le Taciturne »  (1533–1584), prince d'Orange et comte de Nassau ;
- Hermanna (1534–1534) ;
- Jean VI (1536–1606), comte de Nassau-Dillenbourg ;
- Louis de Nassau (1538–1574) ;
- Marie de Nassau (1539-1599), épouse du comte Guillaume IV van den Bergh ;
- Adolphe de Nassau (1540-1568) ;
- Anne (1541-1616) ;
- Élisabeth (1542-1603) ;
- Catherine de Nassau-Dillenbourg (1543-1624), épouse du comte Gonthier XLI de Schwarzbourg-Arnstadt ;
- Julienne de Nassau-Dillenbourg (1546-1588), épouse du comte Albert VII de Schwarzbourg-Rudolstadt ;
- Madeleine de Nassau-Dillenbourg (1547-1633), épouse du comte Wolfgang de Hohenlohe-Weikersheim ;
- Henri de Nassau-Dillenbourg (1550-1574).

## Postérité
Juliana des Pays-Bas (1909-2004), fille unique de la reine des Pays-Bas Wilhelmine d'Orange-Nassau et du duc Henri de Mecklembourg-Schwerin, a été baptisée au nom de Julienne de Stolberg.